# Nicolás Casullo
Nicolás Antonio Casullo (Buenos Aires, 10 de septiembre de 1944 - ibídem, 9 de octubre de 2008) fue un filósofo, pensador, intelectual, investigador, periodista, escritor y profesor argentino.

## Biografía
Fue profesor titular, director de posgrado e investigador en la Facultad de Ciencias Sociales de la Universidad de Buenos Aires y en la Universidad Nacional de Quilmes.
En 1968, participó en el Mayo Francés. Plasmó sus experiencias y su visión del fenómeno en su libro París 68 (1998).
En 1969, escribió la novela Para hacer el amor en los parques que luego de ser editada, fue censurada por el gobierno de facto de Onganía.
Pocos años después, en la segunda mitad del año 1971, formó parte de la revista Nuevo Hombre dirigida por Enrique "Jarito" Walker, publicando notas de crítica sobre producciones culturales diversas y con una columna propia sobre los intelectuales y la revolución. En simultáneo se sumó a la redacción del Diario La Opinión (Buenos Aires) de Jacobo Timerman.
A partir de la asunción presidencial de Héctor José Cámpora, en mayo de 1973, y hasta la reorganización del gabinete nacional tras la muerte del presidente Juan Domingo Perón, en julio/agosto de 1974, se desempeñó como funcionario en el Departamento de Comunicaciones Sociales del Ministerio de Cultura y Educación de la Argentina, conducido por Jorge Alberto Taiana. Corresponsables de la creación de ese Departamento fueron el periodista Andrés Zavala y el cineasta Santiago Carlos Oves. Allí planificaron y desarrollaron proyectos sobre cultura y comunicación de masas para la liberación, que integraron a decenas de intelectuales y artistas involucrados con el proceso de transformación social abierto en Argentina.
Militante peronista, se exilió en 1974 amenazado por la Alianza Anticomunista Argentina. Estuvo en Cuba y Venezuela. Finalmente se radicó en México. Fue profesor en la Universidad de México (UNAM) y consultor de la Universidad de París. Regresó a su país en 1983.
En abril de 1995 fundó la revista Pensamiento de los confines junto con Alejandro Kaufman, Matías Bruera, Ricardo Forster y Gregorio Kaminsky; en ella participaron, entre otros, Diego Tatián, Héctor Schmucler, Oscar del Barco, Marcelo Percia, Ana Amado, Marcelo Burello y Eduardo Grüner.
En 2004 ganó el premio Konex de Ensayo Filosófico. Fue miembro del Consejo Asesor de la Biblioteca Nacional. Fue una de las figuras principales del Espacio Carta Abierta, que nucleó a intelectuales afines y partidarios del kirchnerismo.
Falleció a los 64 años el 9 de octubre de 2008 En abril de 2013, su colega y amigo Ricardo Forster presentó en la Feria del Libro de Buenos Aires su libro Nicolás Casullo, semblanza de un intelectual comprometido.

## Obra
Ensayo
- Comunicación, la democracia difícil (1ª edición). Gandhi - Folios Ediciones. 1985. ISBN 978-950-617-018-9.
- Modernidad y posmodernidad (1ª edición). Punto Sur. 1988. ISBN 978-950-9889-08-8.
- La remoción de lo moderno: Viena del 900 (1ª edición). Nueva Visión. 1991. ISBN 978-950-6022-27-3.
- Walter Benjamin: su actualidad en América Latina (1ª edición). Alianza Editorial. 1993. ISBN 978-950-40-0091-4.
- Itinerarios de la modernidad (1ª edición). Universidad de Buenos Aires. 1996. ISBN 978-950-29-0312-5. Con Alejandro Kaufman y Ricardo Forster
- París 68, las escrituras, el recuerdo y el olvido (1ª edición). Manantial. 1998. ISBN 978-987-500-020-9.
- Modernidad y cultura crítica (1ª edición). Paidós. 1998. ISBN 978-950-12-6507-1.
- Palabras a destiempo (1ª edición). Eudeba. 1999. ISBN 978-950-23-1009-1.
- Arte y estéticas en la historia de occidente (1ª edición). Universidad Virtual de Quilmes. 2000. ISBN 978-987-1782-50-5.
- Sobre la marcha: política y cultura en la Argentina 1984-2004 (1ª edición). Colihue. 2004. ISBN 978-950-581-238-7.
- Pensar entre épocas (1ª edición). Grupo Editorial Norma. 2004. ISBN 978-987-545-180-3.
- Las cuestiones (1ª edición). Fondo de Cultura Económica. 2007. ISBN 978-950-557-728-6.
- Peronismo. militancia y crítica: 1973-2008 (1ª edición). Colihue. 2008. ISBN 978-950-563-971-7.

Novela
- Para hacer el amor en los parques (1969)
- El frutero de los ojos radiantes (1984)
- La cátedra (2000)
- Orificio (2011)

Biografía
- Nicolás Casullo, semblanza de un intelectual comprometido (2013), de Ricardo Forster.